# Las Musas (métro de Madrid)
Las Musas est une station de la ligne 7 du métro de Madrid, en Espagne. Elle est établie sous l'intersection entre l'avenue de Nice et le passage de Ronda, dans le quartier de Rosas, de l'arrondissement de San Blas-Canillejas.

## Situation sur le réseau
La station se situe entre San Blas au sud-ouest, en direction de Pitis, et Estadio Metropolitano à l'est. 
Elle comporte deux quais de 115 m de long pouvant accueillir des rames de six voitures. Elle est reliée par une voie de service aux dépôts de Canillejas, tout comme la station du même nom située sur la ligne 5.

## Histoire
La station est ouverte aux voyageurs le 17 juillet 1974, lors de la mise en service de la première section de la ligne 7 dont elle constitue alors le terminus à l'est. Le quartier environnant est encore à cette époque peu urbanisé et les accès extérieurs de la station débouchent sur des champs. Elle demeure le terminus jusqu'au 5 mai 2007, quand est mis en service le prolongement de la ligne, appelé MetroEste, jusqu'à Henares.
Elle fait l'objet de travaux de rénovation en 2008.

## Services aux voyageurs

### Accès et accueil
La station possède deux accès équipés d'escaliers et d'escaliers mécaniques, mais sans ascenseur.

### Intermodalité
La station est en correspondance avec les lignes d'autobus n°38, 140 et E2 du réseau EMT.